# Jacek Partyka
Jacek Partyka (ur. 1973) – polski literaturoznawca, tłumacz, badacz starodruków.
W 2003 na Uniwersytecie Jagiellońskim otrzymał stopień doktora nauk humanistycznych w zakresie literaturoznawstwa na podstawie pracy Instrumentacja dźwiękowa w greckiej liryce indywidualnej epoki archaicznej.
Tłumacz literatury naukowej, popularnonaukowej i pięknej, z języków: włoskiego, angielskiego, łacińskiego, starogreckiego i rosyjskiego, wydawca polskich i łacińskich tekstów rękopiśmiennych, znawca starodruków (zwł. inkunabuły i druki polskie XVI w.). Adiunkt na Uniwersytecie Jagiellońskim, wicedyrektor Biblioteki Jagiellońskiej ds. zbiorów specjalnych (2013). Członek Rady Naukowej projektu Orientalia Polonica.

## Przekłady z języka rosyjskiego
- Antoni Czechow, Śmierć urzędnika i inne opowiadania, Kraków 2000[5]
- Mikołaj Gogol, Szynel i inne opowiadania, Kraków 2000[6]

## Przekłady z języka angielskiego
- Eric Dodds, Grecy i irracjonalność, Bydgoszcz 2002; wyd. 2 Kraków 2014
- Martin Litchfield West, Wprowadzenie do metryki greckiej, Kraków 2003
- Eric Dodds, Pogaństwo i chrześcijaństwo w epoce niepokoju. Niektóre aspekty doświadczenia religijnego od Marka Aureliusza do Konstantyna Wielkiego, Kraków 2004; wyd. 2 Kraków 2014
- Benedict Groeschel, Wyjść z mroku. Co robić gdy życie straciło sens?, Kraków 2006[7]
- Peter Brown, Kult świętych. Narodziny i rola w chrześcijaństwie łacińskim, Kraków 2007[8]
- Gerald S. Twomey (red.), Claude Pomerleau (red.), Henri Nouwen. Wspomnienia bliskich i przyjaciół, Kraków 2008
- Rufus Pereira, Prowadzeni przez Ducha, Kraków 2008[9].
- Martin Pable, Tajemnice męskiej duszy, Kraków 2009[10]
- Graham Tomlin, Siedem grzechów głównych. Jak z nimi walczyć?, Kraków 2010
- Anne Field, Wybawieni od zła. Chrześcijaństwo a siły ciemności, Kraków 2010
- W. Paul Jones, Cela. Historia mordercy, który stał się mnichem, Kraków 2012
- Joseph M. Esper, Święci na każdy problem. Od gniewu, znudzenia, depresji i problemów rodzinnych po obżarstwo, plotkowanie, chciwość i problemy finansowe, Kraków 2012
- Leo J. Trese, Jak dostać się do Nieba? Katolicki przewodnik po drodze do zbawienia, tłum. wspólnie z Magdalena Partyka, Kraków 2013
- Scott Hahn, Ilustrowany świat Biblii. Przewodnik po Starym i Nowym Testamencie, Warszawa 2020[11]

## Przekłady z języka włoskiego
- Alceste Santini, Jan Paweł II na drogach świata. 104 pielgrzymki. Chronologia, statystyka, geografia, spotkania, przesłanie, Kraków 2005
- Nessia Laniado, Mamo, kup mi to! Jak odpowiadać na żądania dzieci i uczyć je korzystania z pieniędzy?, Kraków 2005
- Nessia Laniado, Moje dziecko jest towarzyskie. Jak nauczyć dziecko zawierania i utrzymywania dobrych kontaktów z innymi ludźmi?, Kraków 2005
- Nessia Laniado, Kiedy mama i tato dużo pracują. Jak dbać o harmonijny rozwój dziecka, nawet jeśli przez prawie cały dzień jesteśmy zajęci?, Kraków 2005
- Cipriano Vagaggini, Teologia. Pluralizm teologiczny, Kraków 2005.
- Nessia Laniado, Zamiast telewizji. Jak pobudzać i rozwijać zainteresowania dziecka oraz czym się kierować przy wyborze zajęć dodatkowych?, Kraków 2006
- Elio Guerriero (red.), Marco Impagliazzo (red.), Najnowsza historia Kościoła. Katolicy i kościoły chrześcijańskie w czasie pontyfikatu Jana Pawła II (1978-2005), Kraków 2006[12]
- Nessia Laniado, Gianfilippo Pietra, Gry komputerowe, Internet i telewizja. Co robić, gdy nasze dzieci są nimi zafascynowane?, Kraków 2006
- Grazia Honegger Fresco, Być rodzicami. Jak przygotować się na przyjęcie dziecka, a potem wychowywać je mądrze i z miłością, Kraków 2007
- Nessia Laniado, Kiedy dziecko płacze. Jak uspokoić dziecko, identyfikując przyczyny jego niezadowolenia, Kraków 2007
- Lucia Pelamatti, Rusz głową. Jak wspierać rozwój dziecka, zachęcać do nauki i pomagać mu budować poczucie własnej wartości, Kraków 2007
- Pier Luigi Gusmitta, I szedł z nimi. Ścieżka prowadząca na spotkanie z Jezusem, przeznaczona dla młodych ludzi, aby otworzyli się na doświadczenie miłości i łatwiej przeszli drogą narzeczeństwa, Kraków 2008
- Paolo Mosca, List do Ojca Świętego Jana Pawła II. Z miłością i wdzięcznością, Kraków 2008
- Moje dłonie przebite. Droga Krzyżowa, Kraków 2008
- Livio Fanzaga, Postawcie na miłość! List do młodych, którzy szukają piękna i wartości życia, Kraków 2008
- Enrica i Michelangelo Tortalla, Simona Corrado, Droga w stronę miłości. Kurs dla zakochanych: konspekty, ćwiczenia, prezentacje, Kraków 2009
- Mario Spinelli, Święty Józef Kalasancjusz. Twórca szkoły powszechnej, Kraków 2009
- Diego Goso, Żarty święte i nieświęte, Kraków 2009
- Paola Viezzer, Jesteśmy wyjątkowi. Bajki, które pomagają dzieciom zrozumieć chorych rówieśników, Kraków 2010[13]
- Pierluigi Diano, Skąd się biorą dzieci?, Kraków 2010[14]
- Luigi Padovese, Kapłani pierwszych wieków. Antologia tekstów patrystycznych, Kraków 2011
- Gianluca Daffi, Zadania domowe. Podręcznik przetrwania dla rodziców, Kraków 2011
- Silvia Vecchini, Miriam, Częstochowa 2013[15]
- Rino Cammilleri, Łzy z Nieba. Co chce powiedzieć nam Maryja?, Częstochowa 2014[16]
- Livio Fanzaga, Dzień gniewu. Czas Antychrysta, Kraków 2014.
- Carlo Nesti, Mój trener nazywa się Jezus, Częstochowa 2015
- Giuseppe Portale, Irene Corona, Święty Jan Bosko. Cuda, wizje, proroctwa, Kraków 2015
- Marcello Stanzione, Czyściec w wizjach mistycznych, Kraków 2015
- Marcello Stanzione, Święta Siostra Faustyna i Aniołowie, Kraków 2015
- Marcello Stanzione, Święta Siostra Faustyna i dusze czyśćcowe, Kraków 2015
- Agostino Nobile, Antychryst superstar, Kraków 2015
- Piero Drioli (współpr. Daniele Gallo i Luca Serafini), Jak ojciec Pio zmienił moje życie, Kraków 2016
- Massimo Olmi, Drzewo życia. Tajemnice relikwii Krzyża Świętego, Kraków 2018
- Saverio Gaeta, Widzący: tajemnice nieznanych objawień w Tre Fontane, Kraków 2018
- Marcello Stanzione, Archaniołowie: Michał Wojownik, Gabriel Wysłannik, Rafał Uzdrowiciel, Kraków 2019[17]
- Vicka Ivanković, Livio Fanzaga, Droga Krzyżowa w Medziugorie z Vicką na górze Kriźevac, Kraków 2020[18]
- Giuseppe Fallica, Niezniszczalni. 2000 lat dziejów cudu nienaruszonych ciał, Kraków 2020[19]

## Edycje
Diariusze z XVI wieku w druku BJ Cim. 8421. Jan Musceniusz, Jan Krzysztoporski, Stanisław Krzysztoporski / wyd. Jacek Partyka, Marian Malicki. – Poznań, 2009

## Duchowe dziedzictwo eremitów kamedułów Góry Koronnej
Wydawca i tłumacz pism bł. Pawła Giustinianiego (1476–1528), reformatora zakonu kamedułów, założyciela Kongregacji Eremitów Kamedułów Góry Koronnej; Giustiniani pisał po łacinie i w języku włoskim z początku XVI w. z silnymi naleciałościami dialektu weneckiego. Pisma bł. Pawła Giustinianiego w przekładzie i redakcji J. Partyki wydaje Tyniec Wydawnictwo Benedyktynów, w serii „Źródła Monastyczne”:
- bł. Paweł Giustiniani, Pisma. T. 1. Pochwała życia eremickiego, tłum. wspólnie z Eremitami Kamedułami Góry Koronnej, Kraków 2015
- bł. Paweł Giustiniani, Pisma. T. 2. Rozważania o modlitwie i o miłości Boga, tłum. wspólnie z Eremitami Kamedułami Góry Koronnej, Kraków 2015
- bł. Paweł Giustiniani, Pisma. T. 3. Eremita w służbie Kościoła, Kraków 2016[21]
- bł. Paweł Giustiniani, Pisma. T. 4. Traktaty większe o miłości Bożej, Kraków 2019[22]
- bł. Paweł Giustiniani, Pisma. T. 5. Camaldoli w połowie tysiąclecia. Święty Erem Tuskulański w listach bł. Pawła Giustinianiego (1476-1528), Kraków 2024[23]
- bł. Paweł Giustiniani, Pisma. T. 6. Oddając nam siebie. O najświętszej Eucharystii. Kazanie o Bożym Narodzeniu. Kazanie o Wielkanocy, Kraków 2024[24]
- bł. Paweł Giustiniani, Pisma. T. 7. Wzywając Pana. Solilokwia, rozmyślania, modlitwy (1507-1518), Kraków 2024[25]
- bł. Paweł Giustiniani, Pisma. T. 8. Podążając za św. Marią Magdaleną, Kraków 2024[26]

## Księgozbiory kamedulskie: Bielany i Bieniszew
Bielany: Koordynator przejęcia w depozyt przez Bibliotekę Jagiellońską i naukowego opracowania księgozbioru kamedułów z krakowskich Bielan; kierownik zespołu prowadzącego badania w obrębie tej kolekcji. Księgozbiór kamedułów z krakowskich Bielan (Srebrna Góra) to ogromna i cenna kolekcja starodruków i druków nowych (14 tys. jednostek), które zespół J. Partyki poddał kompleksowej konserwacji i opracowaniu.
Bieniszew: Jako dyrektor Biblioteki Jagiellońskiej ds. zbiorów specjalnych przeprowadził akcję przewiezienia księgozbioru kamedułów z klasztoru w Bieniszewie koło Konina do Krakowa. Liczący około dwa tysiące starodruków zbiór został umieszczony w Bibliotece Jagiellońskiej jako depozyt.
Autor publikacji poświęconej księgozbiorowi kamedułów z Bielan: Historyczny księgozbiór kamedułów eremitów z krakowskich Bielan. Spojrzenie na kulturę materialno-duchową polskich kamedułów, Kraków 2017

## Teatr
Na podstawie przekładu J. Partyki w Teatrze Zagłębia w Sosnowcu została wystawiona sztuka oparta na opowiadaniu fantastycznym Nikołaja Gogola Wij, w reżyserii i adaptacji Łukasza Kosa. Premiera miała miejsce 21 listopada 2014 roku; sztuka została wystawiona pod tytułem Wij. Ukraiński horror.